# Laaber
Laaber település Németországban, azon belül Bajorországban. Lakosainak száma 5366 fő (2023. december 31.).

## Népesség
A település népessége az elmúlt években az alábbi módon változott:
| Lakosok száma | 1526 | 1335 | 4156 | 4567 | 5136 | 5134 | 5199 | 5198 | 5320 | 5366 |
|               | 1875 | 1950 | 1975 | 1987 | 2012 | 2014 | 2016 | 2017 | 2021 | 2023 |